# 超時空要塞マクロスの登場メカ一覧
超時空要塞マクロスの登場メカ一覧（ちょうじくうようさいマクロスのとうじょうメカいちらん）は、テレビアニメ作品『超時空要塞マクロス』、および劇場公開作品『超時空要塞マクロス 愛・おぼえていますか』、OVA作品『超時空要塞マクロス Flash Back 2012』に登場する架空の機械類（いわゆる「メカ」）について説明する。

## 概要
テレビアニメ『超時空要塞マクロス』に登場する兵器は、おもに地球統合軍と異星人ゼントラーディ軍の2系統がある。劇場版『超時空要塞マクロス 愛・おぼえていますか』ではゼントラーディ軍と敵対するメルトランディが加わり3系統となる。ほかにテレビ版でゼントラーディ軍と敵対する監察軍の兵器や、太古の星間種族プロトカルチャーのメカも少数登場する。
テレビ版から劇場版への移行に伴い、監察軍とメルトランディの様に設定やデザインを変更したケースは多い。従って、各メカの解説では（テレビ版）と（劇場版）の違いを述べる。OVA『超時空要塞マクロス Flash Back 2012』および以降の「マクロスシリーズ」では、テレビ版と劇場版の設定が混在している場合がある（概ねデザインは劇場版に準ずる）。これらは（OVA版）と（続編）として説明する。

## 地球のメカ

### 地球統合軍の兵器

#### 艦艇
SDF-1 マクロス
（テレビ版）
地球統合軍の主力宇宙戦艦。地球に墜落した監察軍砲艦を修復したもので、左舷に航空母艦プロメテウス、右舷に強襲揚陸艦ダイダロスを接合する。主砲射撃時には要塞艦から強攻型へトランスフォーメーションする。
（劇場版）
「地球に墜落したメルトランディ中型砲艦を修復したもの」と設定変更。テレビ版と異なり右舷にアームド-02、左舷にアームド-01を接合している。
SDF-2 メガロード-01
（テレビ版）
マクロス級2番艦を改修した大型移民船。マクロスを全長1.6kmにスケールアップしたイメージの設定画は存在するが、映像には未登場。
（OVA版）
テレビ版設定とは異なる新デザイン。: 第1次超長距離移民船団の旗艦として2012年に地球を旅立つ。
（続編）
設定では2016年に銀河系中心方面で消息不明になったとされる。
CVS-101 プロメテウス
（テレビ版）
統合海軍所属の大型航空母艦。マクロス強攻型の左腕となる。
（劇場版）
第一次星間大戦開戦直後に轟沈。全滅した地球上で残骸が発見される。
SLV-111 ダイダロス
（テレビ版）
統合海軍所属の大型強襲揚陸艦。 マクロス強攻型の右腕となり、「ダイダロスアタック」が編み出される。
アームド級宇宙空母
（テレビ版）
統合宇宙軍の宇宙空母。1番艦（ARMD-01）から8番艦（ARMD-08）まで就役する。01と02は予定されたマクロスとのドッキングをゼントラーディ軍に阻まれる。
（劇場版）
ARMD-01とARMD-02がマクロス強攻型の両腕となる。
オーベルト級宇宙駆逐艦
（テレビ版）
アームド級とともに統合宇宙軍に配備された宇宙艦艇。推進器はマクロスの技術を応用した熱核反応エンジンで、船体に巡航用エンジン、艦尾に戦闘用ブースターロケットを備える。武装・装甲は脆弱だが機動性に優れ、簡略な構造もあって量産される。2003年4月、L5の工業ステーションにて建造開始し、2005年3月に1番艦オーベルトが就役。2番艦ゴダード、3番艦ツォルコフスキー以下相当数が配備される。
第一次星間大戦開戦時にブリタイ艦隊先遣艦と交戦し、反応弾頭ミサイルの攻撃で一応の戦果を挙げる。ボドル基幹艦隊との決戦には125隻が出撃するが、第一波攻撃で壊滅。残存艦は月面アポロ基地防衛任務に就いている数隻のみ。
- 全長: 約200m
- エンジン: 熱核反応ロケット
- 武装: 小口径固定ビーム砲×2、大口径固定ビーム砲×2、6連装ミサイルランチャー×3（反応弾RB-5など小型対艦ミサイル計18基）

#### 機動兵器

##### 可変戦闘機
VF-1 バルキリー
（テレビ版）
本作の主役メカ。マクロス戦略システムの一環として開発された、3段変形機構を持つ可変戦闘機。タイプはVF-1A（量産機）、VF-1J（小隊長機）、VF-1S（指揮官機）、VF-1D（複座練習機）。オプション仕様としてアーマードバルキリー、スーパーバルキリーも登場する。
（劇場版）
テレビ版デザインをマイナーチェンジし、新たにVT-1（複座練習機）、VE-1（早期警戒機）、オプション仕様のストライクバルキリーが追加される。
VF-4 ライトニングIII
（OVA版）
メガロード-01に配備されたVF-1 バルキリーの後継機。
VF-X1
（テレビ版）
VF-1 バルキリーの試作機。統合戦争後にロイ・フォッカーがテストパイロットを務める。
VF-X-4
（テレビ版）
VF-4 ライトニングIIIの試作機。最終話にて一条輝の自宅に模型が飾られている。

##### デストロイド
MBR-04-MkVI トマホーク
重装砲撃型デストロイド。
ADR-04-MkX ディフェンダー
対空迎撃型デストロイド。
MBR-07-MkII スパルタン
近接格闘型デストロイド。
SDR-04-MkXII ファランクス
近接防空型デストロイド。
HWR-00-MkII モンスター
超長距離砲撃型デストロイド。

#### 航空（航宙）兵器

##### 戦闘機
QF-3000E ゴースト
（テレビ版）
大気圏内外両用の無人戦闘機。有人戦闘機の支援を行う。
SF-3A ランサーII
（テレビ版）
宇宙戦闘機。2連ビーム砲にコクピットとエンジンを取り付けたシンプルな構造をもつ。第2話でブリタイ艦隊を迎撃するため宇宙空母アームドより出撃する。兵器の性格上、友軍とはぐれ、単機で宇宙を漂流する可能性も高いことから、コールドスリープ機能を搭載している。
F-203 ドラゴンII
（テレビ版）
2003年に配備された統合軍主力戦闘機。統合戦争時のロイ・フォッカーの乗機。従来技術を基本に、OTMを部分的に導入・応用して新規開発された、非可変戦闘機（Pre-可変戦闘機）。開発メーカーはマックネル・ドグラー。下反角の主翼端（外翼）を持つ、無尾翼の双発機で、熱核反応タービンエンジン搭載機ではなく、従来型のターボファンエンジン搭載機だが、機首・胴体下面の小型カナードやVTOLノズルや2次元推力偏向ノズルにより、V/STOL性能や運動性能に優れる。ASS-1の調査・研究から得られたOTM新素材を、VFシリーズやデストロイドに先駆けて大幅に採用しており、これらの技術はVF-0 フェニックス / VF-1 バルキリーの開発に反映されている。大口径機関砲を備えている。テレビ版第1話で、南アタリア島にFL-200 ミストラルとともに駐機している姿が描かれている。
- 全長: 17.3 m
- 全備重量: 18.8 t
- 最大速度: マッハ 2.8（後のVF-0とほぼ同じ）
- 武装: 固定武装として30 mmガトリング砲×2、選択装備として主翼下の6か所のハードポイントに複合誘導型自動追尾ミサイル6発ほか。

（ロボテック版）
日本版とは、世界設定の違いから、設定に微妙な差異がある。バリエーションなど、より詳細な設定が作り込まれている。
- 第三世界大戦（統合戦争）直前に設計される。
- F-203A - 単座戦闘機。第三世界大戦（統合戦争）で米国空軍に就役。
- F-203B - 複座（戦闘/訓練）機。第三世界大戦（統合戦争）で米国海軍に就役。米国空軍に訓練機として就役。
- F-203C - 単座戦闘機。E型と代替するまで、2002年から統合空軍に就役。
- F-203D - 複座（戦闘/訓練）機。E型と代替するまで、2003年から統合海軍に就役。統合空軍と統合海軍の訓練機として2019年まで残っていた。
- F-203E - 単座戦闘機。2008年から2019年まで統合空軍と統合海軍に就役。

##### 攻撃機
アベンジャーII
（テレビ版）
統合戦争時の統合軍艦上攻撃機。開発メーカーはL・V・T。コクピットは並列複座式。爆弾5発ラックを両翼のハードポイント計8か所に装備可能。第1話で進宙式典中の飛行場に並んでいる。全長18.3m。

##### 哨戒機
ES-11D キャッツアイ
（テレビ版）
大気圏内外両用の早期警戒機。開発メーカーはグラモア。機体後部に大気圏内用エンジン、前進翼の両翼に大気圏外用エンジン、機体上部に円盤型レドームを装備する。複座型で前席にレーダー監視員、後席にパイロットが搭乗する。第10話で早瀬未沙が偵察任務のため同乗する。
EC-33B ディスクセンサー
（テレビ版）
大型調査偵察機。開発メーカーはマックネル・ドグラー。機体上部にレドームを装備し、胴体内のモニタリングルームで情報収集を行う。第32話でカムジン一派追跡隊の指揮機となる。

##### 輸送機・連絡機
SC-27 スター・グース
（テレビ版）
宇宙往還可能な艦載マイクロシャトル。打ち上げ時は大型ブースターを使用する。開発メーカーはストンウェル。客員室のVIPシートには耐圧・耐放射能シェルターを備える。第24話で早瀬未沙を地球へ送る。
VC-27 タニー
（テレビ版）
4発大型VTOL輸送機。開発メーカーはゼネラル・タイタニック（ジェネラル・ダイナミクスのもじり）。垂直離着陸時は主翼上のエンジンポッドのノズルを下垂する。
VC-33 マムズ・キッチン
（テレビ版）
2発小型VTOL輸送機。VC-27 タニーと同様にエンジンノズルを下垂して垂直離着陸する。第16話でブルーノ・J・グローバル艦長と早瀬未沙を乗せ、マクロスからアラスカ統合軍総司令部へと向かう。
RC-4E ラビット
（劇場版）
大気圏外用の小型艦載連絡艇。コクピットは並列複座で、キャビンに4-6名を収容する。非常事態用のキャノピー装甲や大型降着脚を備え、戦闘機並みの高速飛行も可能。作中ではリン・カイフンを乗せ早瀬未沙が操縦する。

##### ヘリコプター
シー・サージェント
（テレビ版）
対潜水艦・多用途艦上ヘリコプター。開発メーカーはツィオコルフスキー。魚雷4基を装備可能。第2話で南アタリア島周辺を哨戒中撃墜される。
ツィオコルフスキー・コマンチェロ
（テレビ版）
複座の艦載戦闘攻撃ヘリコプター。開発メーカーはツィオコルフスキー。武装は機首銃座、側部ロケットランチャー6基ほか。シー・サージェントと同じく、統合戦争時から使用されている。

##### 作業艇
スパイダー・パック
（テレビ版）
単座の小型宇宙作業艇。開発メーカーはグラモア（グラマン）。搭乗者が4本のマニピュレーターアームを操り作業を行う。

#### 車輌
XM-3002 ジャンキー
（テレビ版）
大気圏内外両用の6輪バギー。開発メーカーはGN。低重力下の不整地走行に対応しており、車体は前後に分かれている。第7話で火星サラ基地に向かう早瀬未沙が運転する。
M-299 シュガーフット
（テレビ版）
6輪ジープ。開発メーカーはセンチネンタル。マクロス艦内では専ら連絡用車輌として使われる。
DL-88 センチピード
（テレビ版）
大気圏内外両用の10輪大型物資運搬車。第7話で火星サラ基地からの物資補給に使用。
整備車輌
（テレビ版）
電源車、牽引車、給水車、大型クレーン車など。おもにプロメテウス艦内でバルキリーの整備にあたる。

#### 大規模破壊兵器
反応兵器
（テレビ版）
地球人類が持っていた核兵器をもとに、落下してきたマクロスから解析した技術 (OTM) を応用した兵器。主に戦闘機やデストロイドに搭載するミサイルの弾頭として装備されている。巨大なゼントラーディ軍艦艇を撃沈するほどの威力がある。決戦では、ボドルザー旗艦内部の艦隊停泊用空洞に侵入したマクロスが、温存していた反応弾頭ミサイルを一斉発射したうえで自らは全方位バリアを展開。ボドル旗艦を内部からの爆圧で破壊し、基幹艦隊を撤退に追い込んで勝利する。プロトカルチャーとともに失われた技術であり、ゼントラーディ軍は保有していない。
グランドキャノン
（テレビ版）
異星人大艦隊の襲来に備え、広域迎撃兵器として建造された超大口径エネルギー砲。地下深さ6kmの縦穴を砲身とし、惑星の重力場をエネルギー源とする。発射システムにはASS-1の主砲のオーバーテクノロジー理論を応用している。マクロス他で構成される宇宙艦隊構想と平行して地球各地と月面で建造に着手。単機では最大でも地平線までの角度までしか照射できないが、予定の5号機まで完成すればほぼ地球圏全域をカバーでき、月軌道内の防衛力は飛躍的に上昇するはずだった。しかし、建設規模の巨大さと、反統合同盟勢力の妨害工作による遅延が影響して、第一次星間大戦中に稼働するのはアラスカ統合軍総司令部に併設された1号機（グランドキャノンI）のみである。
2010年2月11日、1号機は地球宙域に出現したゼントラーディ軍第118基幹艦隊（ボドル基幹艦隊）に対し120度の射撃角偏向を40秒間行い、約80万隻のゼントラーディ軍の艦艇を轟沈させる。続けて第2射の準備に移るが、所在を察知した基幹艦隊の集中爆撃により総司令部は壊滅、グランドキャノンも機能を停止する。しかし、第1射の戦果によって基幹艦隊の陣営の一角は大きく崩壊し、そこを突入口としてマクロス・ブリタイ同盟艦隊は基幹艦隊中枢への到達に成功する。
戦後は1号機の砲口近くに不時着したマクロスの周囲に新統合政府の首都マクロス・シティが建設される。また、建造中の3号機と5号機内部に設置された地下シェルターに避難・収容された人々がおり、その一部は戦後奇跡的に地上への生還を成し遂げる。
発射される際にゼントラーディ軍およびマクロス内で発せられる「高エネルギー反応」なる用語は、のちのアニメ（『新世紀エヴァンゲリオン』、『宇宙戦艦ヤマト2199』など）でしばしば使われることとなる。
- 1号機（グランドキャノンI） - アラスカにて2000年5月着工、2009年11月頃完成。
- 2号機（グランドキャノンII） - オーストラリアにて2004年3月着工、 2005年11月、反統合同盟により爆破。
- 3号機（グランドキャノンIII） - アフリカ・ビクトリア自治区にて2004年10月着工。
- 4号機（グランドキャノンIV） - 月（アポロ基地併設？）にて2006年3月着工。
- 5号機（グランドキャノンV） - ブラジルにて2007年5月着工。

### 反統合軍の兵器
MiM-31 カリョービン
（テレビ版）
反統合軍の双発デルタ翼の戦闘機。統合軍主力戦闘機 F-203 ドラゴンIIの対抗機。OTMを部分的に導入・応用。機首にカナード、胴体末尾に二次元推力変更ノズルを備える。開発メーカーはミコレフ。全長16.5 m。固定武装として35 mmガトリング砲1門。「カリョービン」は、仏教の迦陵頻伽（かりょうびんが＝極楽鳥）に由来する。

### 民間用メカ
ファンレーサー
（テレビ版）
民間用の単座スポーツ機。小型機ながら先尾翼・前進翼・2層型ダクテッドファンという特徴的な構造をもつ。一条輝のスタントパイロット時代の愛機は競技用のカスタム機で、ダクト周囲の6基のロケットブースターで急加速も行える。マクロスのフォールドに巻き込まれ宇宙空間に放り出され、ブースターのおかげで辛うじてマクロス艦内に帰還するが、不時着の際機体が大破する。
- 空虚重量: 650kg
- エンジン: セラミックロータリーエンジン
- 最大出力: 660馬力超
- 最大速度: 720km/h（ブースター併用時: 1080km/h以上）

ファンライナー
（テレビ版）
民間用の複座レジャー機。デザイナーはイッキ・タケミ。ダクテッドファンの後方にエンジンポッドが配置されている。リン・ミンメイがミス・マクロスコンテストの優勝賞品として獲得。一条輝が操縦し、第16話では横浜中華街に里帰りするミンメイを乗せ、第34話ではプライベート機として使用している。
LH-2000
（テレビ版）
4人乗りの汎用ヘリコプター。開発メーカーはハワード。第1話で進宙式典を上空から中継する。
フォッカー D.VIIレプリカ
（テレビ版）
ターボプロップエンジン付きのレプリカ複葉機。ロイ・フォッカーが一条輝の父親のスタントチームに所属していた当時使用している。
キャディラーダ2007
（テレビ版）
8輪の大型高級リムジン。開発メーカーはGN。第1話で進宙式典に向かうグローバル艦長らを乗せる。
レッドインペリアル99
（テレビ版）
6輪（前4・後2輪）の超高級スポーツサルーンカー。開発メーカーは新中州重工。第31話でリン・カイフンの所有車として登場。
A510
（劇場版）
リン・カイフンが所有する2座席スポーツカー。開発メーカーはルノー。劇場版のマクロス艦内市街地を走る車は、ほとんどが無公害の水素燃料エンジン車と設定されている。
自走式ロボット
（テレビ版）
作中の2000年代に普及している自律型ロボット。客に呼びかけられると自走してサービスを行う営業型（自動飲料水販売機、公衆テレビ電話、インスタントカメラ）や、路上のゴミを清掃する公共型などがある。
（劇場版）
自動飲料水販売機、掃除ロボットの新デザインのほか、自動タバコ販売機、コンドーム販売機など。
（続編）
『マクロスF』の時代（2059年）でも、マクロス・フロンティア船団の居住区で自動飲料水販売機や掃除ロボットが活躍している。

## ゼントラーディ軍のメカ
機動要塞
- フルブス・バレンス（Fulbtzs-Berrentzs）
- ゴル・ボドルザー（ボドル機動要塞）

生産施設
- 工場衛星

艦艇
- ノプティ・バガニス（Nupetiet-Vergnitzs）
- ケアドウル・マグドミラ（Queadol-Magdomilla）
- キルトラ・ケルエール（Quiltra-Queleual）
- スヴァール・サラン（Thuverl-Salan）
- 中型砲艦
- 斥候艦（ピケット艦）

機動兵器
バトルポッド
- リガード（Regult）
- グラージ（Glaug）

バトルスーツ
- クァドラン・ロー（Queadluun-Rau）
- ヌージャデル・ガー（NOUSJADEUL-GER）

航空（航宙）兵器
- 空戦ポッド
- 大型降下ポッド
- 重攻撃機
- ケルカリア（QUEL-QUALLIE）
- 輸送艇
- 小型連絡艇
- 回収艇

## メルトランディのメカ

### 機動要塞
- ラプラミズ級機動要塞

### 艦艇
- 艦隊指揮用戦艦
- 強襲揚陸艦
- 標準戦艦
- 大型フリゲート
- 高速巡洋艦
- 中型長射程砲艦
- 中型短射程砲艦
- ピケット艦（斥候艦）

### 機動兵器
クァドラン・ロー
（劇場版）
メルトランディのパワードスーツ。テレビ版デザインをマイナーチェンジしている。

## 監察軍のメカ
中型砲艦
（テレビ版）
1999年7月に地球に墜落した宇宙船（コードネーム：ASS-1）の原型と思われる艦級。ASS-1は修復・改修されSDF-1 マクロスとなる。デザイン設定あり。
(ロボテック版）
スヴァール・グラフェル級中型砲艦という艦級と艦種が定められている。

戦艦
（テレビ版）
第30話で残骸として登場。マクロスと同型の中型砲艦とされるが、実際には船体構造が大きく異なる。
（ロボテック版）
『ロボテック』では、破壊される以前のデザイン設定がある。全体的にスマートなASS-1と異なり船体構造は単胴型で横幅がある。艦首は分割して主砲の誘導砲身となる機構が描かれておらず、船体と一体構造となっている横幅型の双発メインスラスターなどもある。本艦はトゥ・サラーム級の哨戒巡洋艦 (Tou Salaam class Border Fleet long duration picket cruiser) とされ、全長2,121m、全幅510m、全高326m、運用慣性質量4630万tの大型艦とされる。新統合軍ではASS-2のコードネームが付けられている。

## プロトカルチャーのメカ
アルティラ
（劇場版）
太古の地球に飛来したプロトカルチャーの都市型移民船。全滅した地球上で一条輝と早瀬未沙が発見する。ゼントラーディ軍の衛星軌道上からの攻撃で爆散する。
重力機雷
（テレビ版）
第7話「バイバイ・マルス」で、カムジンがマクロスの足止めに使用した兵器。強力な重力波を発生させることにより、対象を地表もしくは一定の空間に繋ぎ止める効果を持っている。『マクロスF』の短編小説「デンジャラス・ジャーニー」では、プロトカルチャーの健在当時に広く知られた兵器だったらしく、各地の遺跡や戦艦の残骸から頻繁に発見される遺物とされており、テロリストが温泉旅艦の足止めに使用していた。一方、ブービートラップが仕掛けられているものも存在し、暴走すればブラックホールが発生する危険物にもなっている。